# Єсипенко Данило Іванович
Данило Іванович Єсипенко (1901 , Чернігівська губернія  — березень 1984 , Київ ) — заступник міністра державної безпеки Української РСР, генерал-майор.

## Біографія
Народився в робітничій родині в селі Вишеньки Чернігівської губернії.
У 1913 році закінчив  церковно-приходську школу села Вишеньки. У 1916 році закінчив 3 класи вищого початкового училища в Конотопі.
З липня 1916 до вересня 1920 року працював чорноробом, табельником цукрового заводу села Вишеньки. 
У вересні 1920 — квітні 1921 року — продармієць 109-го продзагону в селі Ново-Воронцовка Одеської губернії.
У квітні — серпні 1921 року — рахівник Черешенського цукрового заводу села Вишеньки Чернігівської губернії. 
У серпні 1921 — жовтні 1922 року — співробітник Кролевецького повітового політбюро ЧК (у 1922 році ДПУ) Чернігівської губернії.
З жовтня 1922 до квітня 1923 року — червоноармієць 25 полку ДПУ.
З квітня 1923 до березня 1924 року працював у господарстві батька в селі Вишеньки. 
У березні — червні 1924 року —робітник цукрового заводу містечка Ямпіль Глухівської округи.
У червні 1924 — грудні 1925 року — співробітник  Ніжинського окружного відділу ДПУ.
У грудні 1925 — грудні 1926 року — завідувач іноземного відділення адміністративного відділу Ніжинського окружного виконавчого комітету.
У грудні 1926 — листопаді 1929 року — співробітник Ніжинського окружного відділу ДПУ.
Член ВКП(б) з лютого 1929 року.
У листопаді 1929 — червні 1930 року — співробітник Куп’янського окружного відділу ДПУ.
У червні — вересні 1930 року — співробітник Лубенського окружного відділу ДПУ.
У вересні 1930 — листопаді 1931 року — співробітник Полтавського оперативного сектору ДПУ. 
У листопаді 1931 — квітні 1933 року — співробітник Чутівського районного відділу ДПУ Харківської області.
У квітні 1933 — березні 1935 року — співробітник Ізюмського районного відділу ДПУ (НКВС) Харківської області. 
У березні 1935 — березні 1937 року — співробітник Управління НКВС по Харківській області.
З березня до серпня 1937 року навчався в Центральній школі НКВС СРСР.
З серпня до 1 вересня 1937 року — помічник начальника 10-го відділення 3-го відділу ГУДБ НКВС СРСР. З 1 вересня 1937 до 1 січня 1939 року — помічник начальника 11-го відділення 3-го відділу ГУДБ НКВС СРСР. 
1 січня — 5 серпня 1939 року — старший слідчий слідчої частини НКВС СРСР. 5 серпня — 4 вересня 1939 року — помічник начальника слідчої частини НКВС СРСР.
З жовтня 1939 до січня 1942 року перебував у спецвідрядженні НКВС в Ірані.
У січні 1942 — травні 1943 року — начальник відділення 1-го відділу 2-го управління НКВС СРСР.
З 20 травня до 31 липня 1943 року — заступник начальника 1-го відділу ГУКР СМЕРШ. 31 липня 1943 року відряджений до НКДБ СРСР.
16 серпня 1943 — 28 травня 1952 року — заступник народного комісара (з 1946 року — міністра) державної безпеки УРСР. 
28 травня 1952 — 16 березня 1953 року — начальник слідчої частини та заступник міністра державної безпеки УРСР.
З 15 квітня до 11 червня 1953 року —начальник 5-го управління МВС Української РСР.
11 червня — 21 вересня 1953 року — начальник Управління МВС по Харківській області.
З 21 вересня до січня 1954 року — в розпорядженні відділу кадрів МВС УРСР.
З лютого 1954 року — пенсіонер у Києві.
Помер у березні 1984 року в Києві.

## Звання
- старший лейтенант державної безпеки;
- капітан державної безпеки (8.09.1939);
- підполковник державної безпеки (11.02.1943);
- полковник державної безпеки (16.04.1943);
- комісар державної безпеки (9.10.1944);
- генерал-майор (9.07.1945).

## Нагороди
- орден Леніна (30.04.1946)
- три ордени Червоного Прапора (3.11.1944, 10.04.1945, 1.06.1951)
- два ордени Вітчизняної війни І ст. (20.10.1944, 29.10.1948)
- орден Червоної Зірки (16.10.1939)
- 12 медалей
- знак «Заслужений працівник НКВС» (19.12.1942)
- знак «50 років перебування в КПРС»